# Portugalska Afryka Wschodnia

Propozycja flagi przedstawiona w 1965 roku przez Almeidę Langhansa.

Portugalska Afryka Wschodnia – dawna kolonia portugalska.
Pierwsze portugalskie osiedla i faktorie handlowe na wybrzeżach współczesnego Mozambiku zaczęły powstawać w 1498 roku.
W 2. połowie XIX wieku portugalskie posiadłości w południowo-wschodniej Afryce zostały znacznie rozszerzone. Portugalska Afryka Wschodnia obejmowała wówczas następujące kolonie:
- Lourenço Marques
- Inhambane
- Manhica e Sofala
- Quelimane and Tete
- Moçambique
- Niassa

## Historia
W VIII wieku wybrzeże było kolonizowane przez kupców arabskich. Przed kolonizacją istniało tu państwo plemienne Monomotapa. W 1490 rozpoczęła się zapoczątkowana przez Vasco da Gamę kolonizacja wybrzeża i stopniowe wypieranie Arabów. Portugalczycy założyli faktorie, plantacje trzciny cukrowej i kawy. Rozwinął się handel niewolnikami, którego szczytowy okres w tym rejonie przypadł na przełom XVII i XVIII wieku. W wieku XIX, rozpoczęło się masowe osadnictwo portugalskiej biedoty (rząd Portugalii w ten sposób pozbywał się z kraju ludzi z nizin społecznych). Na początku lat 40. było już 140 tys. osadników (tj. 2,8% – 2,33% populacji) na  5–6 mln mieszkańców (w zależności od źródła). Natomiast w roku 1970 na 8,1 mln ludności było już 300 tys. etnicznych Portugalczyków (tj. 3,7% całej populacji). Wpływy portugalskie w kolonii ograniczały się do długiego, lecz bardzo wąskiego pasa wybrzeża. Wnętrze kolonii zostało podbite dopiero w latach 1895–1913 w obawie przed zagarnięciem tego rejonu przez Wielką Brytanię. Po I wojnie światowej do kolonii włączono tzw. Trójkąt Kionga.
W 1951 kolonie te zostały połączone w jedno terytorium zamorskie o nazwie Mozambik. 25 września 1964 w prowincji Cabo Delgado zaczęła się rebelia mająca na celu uzyskanie niepodległości kolonii. Na czele buntu stanęła tubylcza partia FRELIMO i jej przywódca Eduardo Mondlane. Po rewolucji goździków Portugalia zrezygnowała z praw do tego regionu. Portugalska Afryka Wschodnia formalnie przestała istnieć 25 czerwca 1975. Obecnie to niepodległe państwo Mozambik.